# Meliosma dolichobotrys
Meliosma dolichobotrys är en tvåhjärtbladig växtart som beskrevs av Merrill. Meliosma dolichobotrys ingår i släktet Meliosma och familjen Sabiaceae. Inga underarter finns listade.